# Seuneubok Buloh (Darul Aman)
Seuneubok Buloh is een bestuurslaag in het regentschap Aceh Timur van de provincie Atjeh, Indonesië. Seuneubok Buloh telt 247 inwoners (volkstelling 2010).